# Park Narodowy „Rosyjska Północ”
Park Narodowy „Rosyjska Północ” (ros. Национальный парк «Русский Север») – rosyjski park narodowy położony na  północno–zachodnich terenach obwodu wołogodzkiego w Rosji, utworzony 20 marca 1992 na mocy uchwały rządowej.
Celem istnienia parku jest zachowanie unikatowego kompleksu, bogatego dziedzictwa historycznego i kulturowego regionu, w związku z czym około 54,4% chronionej powierzchni parku to obszary kulturowej i przemysłowej działalności człowieka, gospodarstwa domowe. Teren parku zamieszkuje około 17 tysięcy osób. Park chroni część regionu kulturowego tzw. Rosyjskiej Północy w które wpisują się m.in.: monastery Św. Cyryla Biełozierskiego i Terapontowski, a który wpisany jest na listę Światowego Dziedzictwa UNESCO, są to miejsca o dużym znaczeniu historycznym Rosji. Ponadto na terenie parku udokumentowano istnienie około 50 obiektów archeologicznych, których powstanie datuje się na około 5000 lat p.n.e.